# Petre Liciu
Petre Liciu (n. 19 martie 1871, Focșani – d. 1 aprilie 1912, București) a fost un actor român.

## Biografie
Petre Liciu s-a născut în Focșani, într-o familie de magistrați. A fost al doilea copil din cei zece ai magistratului Gheorghe Liciu și ai Mariei, casnică, ea însăși fiică de magistrat. Mama sa s-a stins din viață prematur.
Petre Liciu urmează cursurile primare la Școala Nr.1 din Focșani-Munteni. Tatăl său este înaintat consilier la Curtea de Apel Galați, unde își mută și familia. Petre urmează apoi primele două clase gimnaziale la „Dimitrie Cantemir" din București. Transferat apoi la Curtea de Apel Iași, magistratul își ia familia în capitala Moldavei, astfel, în anul școlar 1883-1884, Petre Liciu este înscris în clasa a III-a la Liceul Național din Iași, pe care nu-l va părăsi până la bacalaureat. Premiant în fiecare an, este depășit doar în clasa a VI-a de un elev venit de la Liceul din Botoșani, care se numea Nicolae Iorga.
Impresionat de Aristizza Romanescu, organizează spectacole la Teatrul din Copou. La 18 februarie 1888, acesta este mistuit de flăcări, pentru Petre Liciu însemnând un adevărat doliu. În octombrie obține diploma de bacalaureat în litere și științe, semnată de Titu Maiorescu, ministru al instrucțiunii publice. În aceeași toamnă se înscrie la Facultatea de Drept, dorința familiei, și la Conservator, începând să joace la Teatrul Național din Iași. În 1890, Gheorghe Liciu este numit consilier la Înalta Curte de Casație, întreaga familie mutându-se la București. Aici își continuă studiile de drept în anul al treilea, dar Conservatorul nu-i recunoaște cei doi ani absolviți la Iași, fiind obligat să se înscrie în anul I.
În 1891, studentul în drept face parte din delegația Universității din București ce a participat la funeraliile lui Mihail Kogălniceanu de la Iași. În ziua de 6 iunie 1893, are loc la Ateneul Român examenul-producție al elevilor din ultimul an al Conservatorului, pe care îl incheie cu premiul întâi pentru comedie, laureatul la dramă fiind Aristide Demetriad. La Facultatea de Drept renunțase de mult, prezentându-se doar la două examene. Interpretează un an roluri de mai mică importanță în București și Iași, pentru ca în 1894 să fie admis prin concurs la Conservatorul din Paris, pentru a urma cursurile de declamațiune, cu intrare gratuită la Teatrul Francez și la Teatrul Odeon. Primește o bursă din partea statului român pentru trei ani, dar nu rămâne la Paris decât doi ani.
Angajat la Teatrul Național din București (17 august 1892) pînă la plecarea la studii în Franța. Întors în țară de la Paris este reangajat la Teatrul Național din București (1896-1897), devenind în curând unul din cei mai de seamă stâlpi ai lui.
Întors din străinătate, interpretează diverse roluri pe scena Teatrului Național din București, Comitetul teatral, din care făcea parte și I.L Caragiale, trecându-l la 17 martie 1901 în rândul societarilor, ceea ce înseamnă o consacrare. Pe scena Teatrului Național din Capitală interpretează, de-a lungul unui deceniu, o întinsă gamă de roluri, de la farsă și vodevil până la drama zguduitoare (Shylock din Neguțătorul din Veneția de Shakespeare, Cezar din Ruy Blas de V. Hugo, Ștefăniță din Viforul de Delavrancea etc.). 

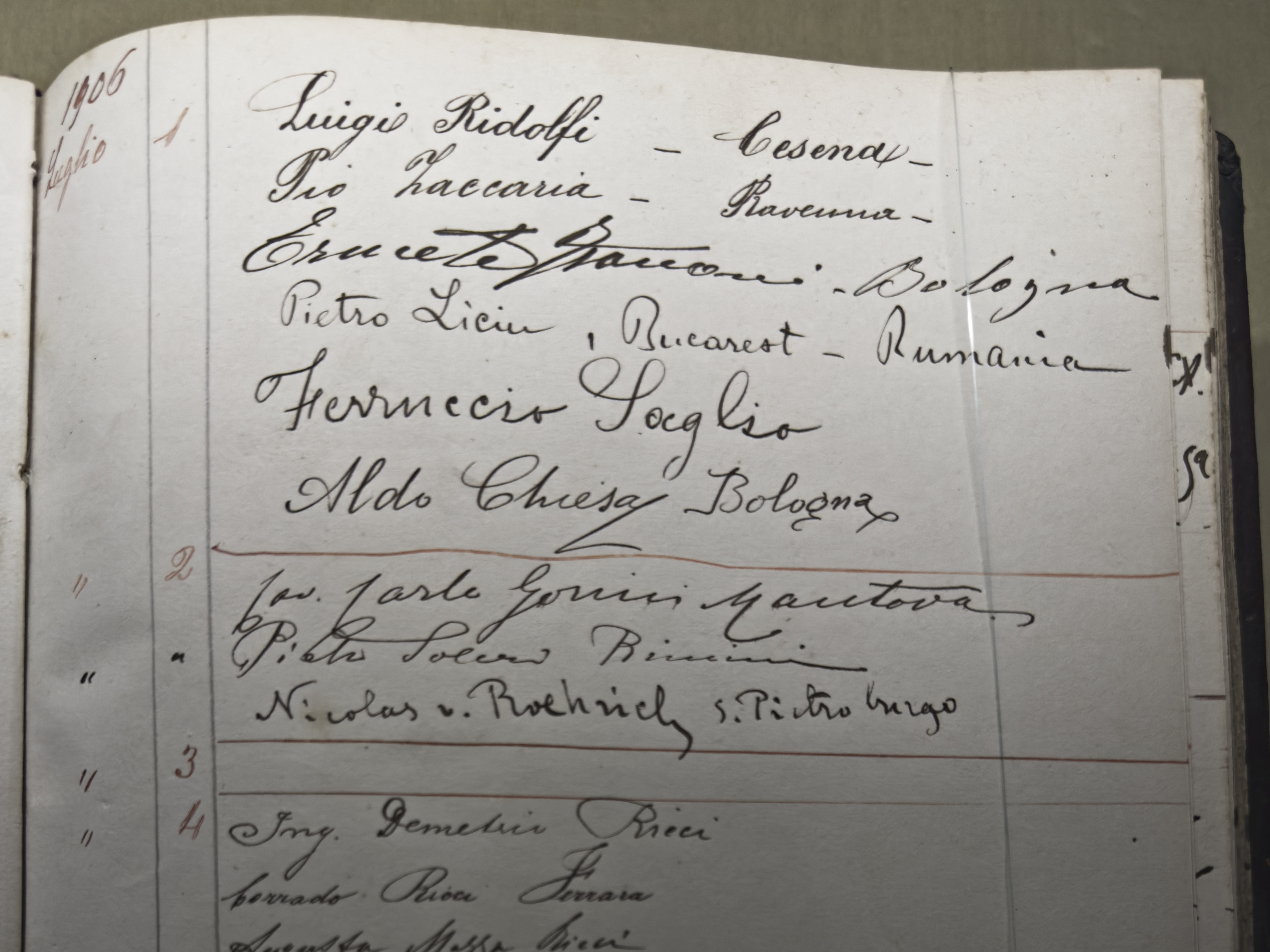
Semnătura Pietro Liciu în cartea de oaspeți a Muzeului Național din Ravenna pe data de 1 iulie 1906.

Vizitează Muzeul Național din Ravenna pe data de 1 iulie 1906, unde semnează în cartea de oaspeți.
Începând din toamna lui 1911, crizele nefritice încep să i se repte din ce în ce mai des, uneori fiind adus la teatru mai mult pe brațe. Puțin după miezul nopții spre 1 aprilie 1912, actorul Petre Sturdza, cel care pornise în cucerirea scenei românești, închide ochii pentru totdeauna.
Petre Liciu face parte din a cincea generație de actori care au dat strălucire artei teatrale românești, prima fiind a lui Costache Caragiale, a doua a lui Matei Millo, a treia a lui Gr. M;anolescu, Nottara și Aristizza Romanescu, iar a patra a lui Iancu Brezeanu, Maria Ciucurescu ș.a. Deși nu a deținut niciodată oficial o catedră la Conservator, funcționând aici ca locțiitor al unor actori-profesori, a îndrumat o adevărată generație de "monștri sacri", din care făceau parte Ion Manolescu, V. Maximilian, G. Storiu, Zaharia Bârsan, Marioara Voiculescu etc, Aceasta din urmă ne-a împărtășit credința că Petre Liciu a fost nu numai un actor de talent și un regizor excepțional, ci și un mare pedagog. "Nici o profesie și nici o chemare n-ar fi putut cuprinde un întreg așa de adanc uman" - îl caracteriza Nicolae Iorga. Într-o vreme de sfârșit și început de secol, când actorului i se cerea un joc nuanțat, fără excese de gesturi și strigăte, de patetism silit, Petre Liciu s-a folosit de voce, mimică și gest cu o extremă economie, înfiorând spectatorii, după cum afirmă contemporanii lui, doar cu o șoaptă.
A decedat în anul 1912 în urma unei operații la rinichi și a fost înmormîntat în Cimitirul Bellu din București.
La moartea sa s-au realizat două documentare, "Funerariile marelui artist Petre Liciu" și "Înmormîntarea artistului Liciu".

## Studii
- Școala Primară nr. 1 Munteni Focșani
- Gimnaziul "Dimitrie Cantemir" București (clasele I-II)
- Liceul Național Iași (din clasa a III-a)
- Conservatorul Iași (clasa de vioară Eduard Caudella)
- Bacalaureat "în litere și științe" (octombrie 1888)
- Facultatea de drept la Iași
- Conservatorul de Artă dramatică la Iași,(1888)
- Conservatorul de Artă dramatică la Paris (1894-1895)
- Studii de Istoria și Filozofia Artelor la Sorbona
- Facultatea de drept la București
- Conservatorul de Artă dramatică la București, clasa prof. Ștefan Velescu.

## Roluri în teatru
- Debut în stagiunea 1888-1889 în ansamblul Grigore Manolescu - Aristizza Romanescu
- Carol al VII-lea la marii săi supuși (rol Carol al VII-lea)
- Romeo și Julieta de Shakespeare (rol Paris)
- Scînteia
- De la nevasta dintîi de Labiche
- Candidat și deputat de G. Sion (rol Cimbru), (15 aprilie 1891)
- Despot Vodă de Vasile Alecsandri (rol țăranul Jumătate) (1892-1893)
- Ștefan Vodă cel Tînăr de Iosif Vulcan
- Dădaca lui Petrică după Labiche și Marc Michel
- Un vis din noaptea de Sînziene de Shakespeare (rol Lysander)
- Olteanca, operă comică de Gustav Otremba și Eduard Caudella
- Crimele lui Piperman
- Noaptea de octombrie de Alfred de Musset
- Doctor fără voie de Moliere (rol Sganarel)
- Tartuffe de  Moliere (rol Orgon)
- Cupa fermecată de la Fontaine și Champerlee în localizarea lui N. Xenopol (rol Thibaud)
- Popa Tatu 215 după Alexandre Bisson
- Împricinații de Racine în localizarea lui Paul Gusty
- Vînătorii de zestre după Schotan și Kadelburg (rol Zorleanu)
- În pragul scenei de I.D. Malla
- Microbii Bucureștilor de Blumenthal și Kadelburg, localizare de Paul Gusty (rol Tonton)
- Onoarea de H. Sudermanus (rol Hugo)
- O scrisoare pierdută (rol Cațavencu) (30 aprilie 1894)
- Rabagas de Victorien Sardou (rol Camille Desmanlins)
- George Dandin
- Hernani de Victor Hugo (la Paris, în martie 1895)
- Iertarea de Jules Lemaître (rol George) (28 februarie 1896) alături de Aristizza Romanescu.
- Ion Vodă cel Cumplit
- Răzvan și Vidra de B.P. Hașdeu (rol hatmanul Piotrowsky)
- Pușculița de Labiche și Delacour
- Amphitrion de Molière
- Oedip Rege
- Hamlet
- Se zice (rol Hell)
- Căsniciile de azi (rol Henry)
- Champignol de Feydeau și Desvallieres (rol Chamel)
- Doctorul Satan
- Ruy-Blas de Victor Hugo (roluri Don Cezar și Lacheul)
- Patria de Victorien Sardou (rol La Tremouille)
- Romeo și Julieta de Shakespeare (rol Mercutio)
- Soacră de deputat de Alexandre Bisson (rol Pintean)
- Amoruri triste de Giuseppe Giacossa (rol Notarul)
- Piatra din casă de Vasile Alecsandri (rol Dr. Franț)
- Manevrele de toamnă (rol Fănică Fumureanu)
- Flori de piatră de M. Polizu-Micșunești (rol Găetan)
- Unchiul Bidochon de Henri Chivot, Albert Vanloo și Paul Roussel (rol Flutenberg)
- Doctor fără voie de Moliere (rol Lucas)
- Stîlpii statului de Haralamb Lecca (rol Sibil, student în litere)
- Curcanii de Grigore Ventura (rol Mac Clean, corespondent de război englez)
- Moșu de Ion Bacalbașa
- Othello de Sheakespeare (rol Casio)
- Bolnavul închipuit de Moliere (rol Doctorul Purgon)
- Frica de bucurie (rol Adrian)
- Fata aerului (rol Rutland)
- Les affaires sont les affaires de Mirabeau (rol Isidor Lechat)
- Lipitorile satelor de A. Rolland și Gh. Bataille, localizare de Vasile Alecsandri (rol Moisilică)
- Viforul lui Delavrancea, Ștefăniță-Vodă
- Taifun, Tokeramo